# Juan Bernat
Artikeln följer den spanska namnseden; faderns efternamn är Bernat och moderns efternamn Velasco.
Juan Bernat Velasco, född 1 mars 1993, är en spansk fotbollsspelare som spelar för Villarreal, på lån från franska Paris Saint-Germain.

## Klubbkarriär

### Valencia
Bernat föddes i Cullera i Valenciaregionen och började spela fotboll i Valencia CF:s ungdomslag. Han gjorde sin seniordebut som 17-åring för reservlaget i Tercera División. Under försäsongen 2011 flyttades han upp i A-laget och gjorde mål i en 3–0-bortavinst över Sporting Lissabon. Kort därefter skrev han på sitt första proffskontrakt.
Bernat gjorde sin debut i La Liga den 27 augusti 2011 i en 4–3-hemmavinst över Racing de Santander. Han spelade från start i matchen men byttes ut i halvlek vid ställningen 2–1 till motståndarlaget. Bernat spelade sin andra ligamatch den 22 januari 2012 i en 1–1-match mot CA Osasuna, där han byttes in i den 57:e minuten mot Jonas.
Bernat gjorde sitt första tävlingsmål för Valencia den 28 november 2012, när han gjorde sitt lags sista mål i en 3–1-hemmavinst över UE Llagostera i Copa del Rey. Nästan ett år senare gjorde han sitt första ligamål i en 2–1-förlust mot Elche CF.

### Bayern München
Den 7 juli 2014 skrev Bernat på ett femårskontrakt för Bayern München, där han under sin första säsong vann Bundesliga. Han debuterade i FC Bayern den 22 augusti i en 2–1-hemmavinst över VfL Wolfsburg.
Bernat gjorde sitt första tävlingsmål för Bayern München i en 4–1-förlust mot VfL Wolfsburg den 30 januari 2015.

### Paris Saint-Germain
Den 31 augusti 2018 värvades Bernat av Paris Saint-Germain, där han skrev på ett treårskontrakt. Den 16 september 2020 råkade Bernat ut för en korsbandsskada och missade resten av säsongen 2020/2021. Den 16 mars 2021 förlängde han sitt kontrakt i klubben fram till juni 2025.

#### Utlåningar
Den 1 september 2023 lånades Bernat ut till portugisiska Benfica på ett säsongslån. Den 30 augusti 2024 lånades han ut till Villarreal på ett säsongslån.

## Landslagskarriär
Den 12 oktober 2014 debuterade Bernat för Spaniens landslag i en 4–0-seger över Luxemburg. Han byttes in mot Andrés Iniesta i den 70:e minuten och gjorde även sitt första landslagsmål i matchen.